# Lúcuma

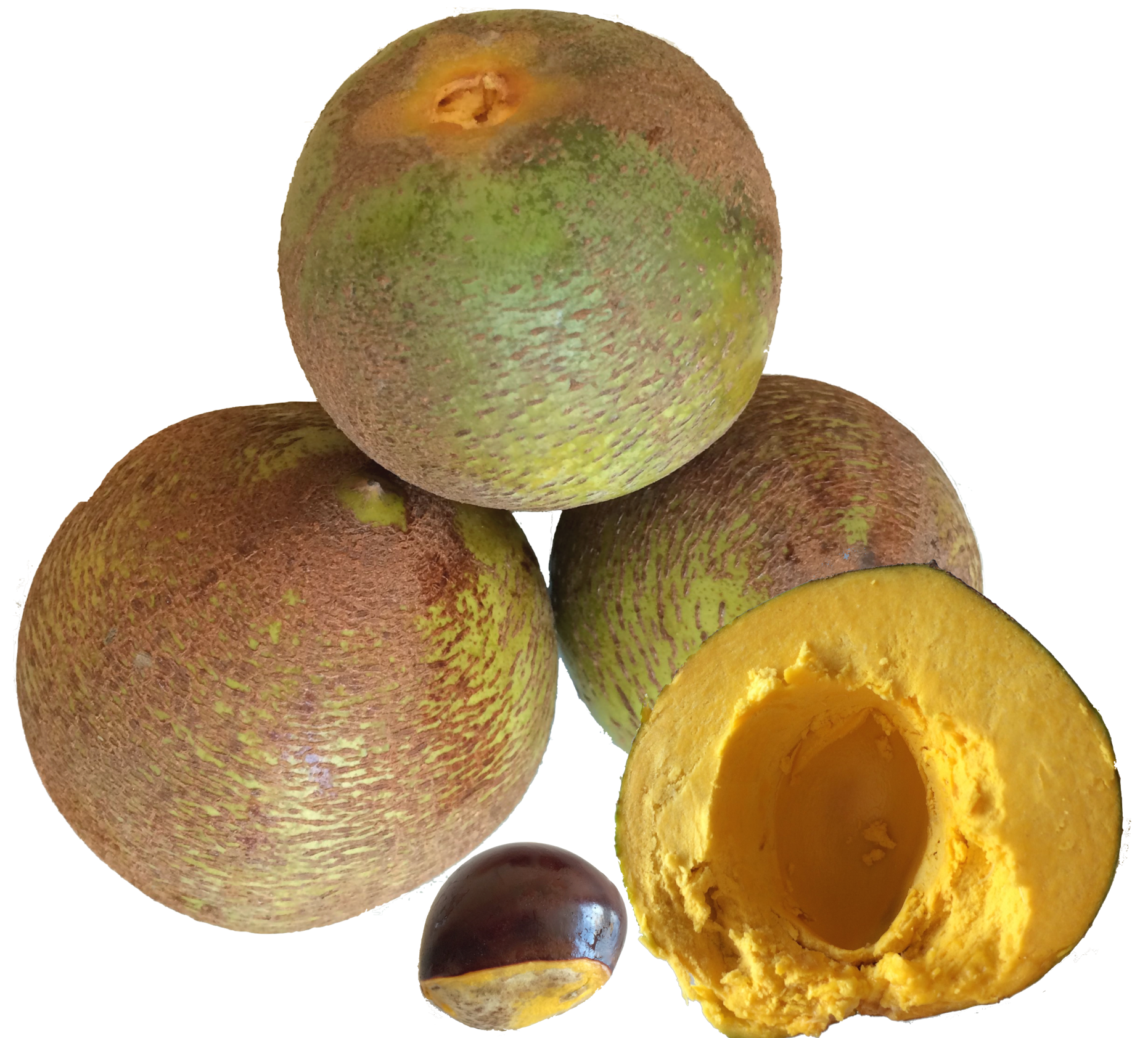
Früchte und Samen

Pouteria lucuma ist eine Pflanzenart aus der Gattung Pouteria innerhalb der Familie der Sapotengewächse (Sapotaceae). Sie ist in den Tälern der Anden von Chile, Peru und Ecuador beheimatet.
Die Lúcuma, in werblichem Zusammenhang (als Pulver, verarbeitet als Nahrungsergänzungsmittel) auch „Gold der Inkas“ genannt, ist eine Exotische Frucht.

## Geschichte
Die Menschen der Moche-Kultur stellten in ihrer Kunst häufig Früchte und Gemüse dar, unter anderem die Lúcuma. Sie hat vor allem in Peru eine hohe Bedeutung. Hier wurde sie bereits vor 2000 Jahren kultiviert und zu Zeiten der Inka als Heil- und Lebensmittel genutzt. Sie ist auf Artefakten, Grabinschriften und Keramiken aus dieser Zeit zu finden und galt als wichtiges Fruchtbarkeitssymbol. Auch heute ist sie noch ein wichtiges Nahrungsmittel, vor allem für die ärmere ländliche Bevölkerung.
Die Frucht wurde von einem Europäer das erste Mal im Jahr 1531 in Ecuador erwähnt. Manche bezeichnen sie auch als lucmo. Auf den Philippinen ist sie bekannt als teissa, in Costa Rica wird sie mamón und im Englischen auch eggfruit genannt. Dieser Name kommt vom trockenen Fleisch der Lúcuma, das in seiner Beschaffenheit an hartgekochtes Eigelb erinnert.

## Beschreibung

### Vegetative Merkmale
Die Pouteria lucuma ist ein immergrüner Baum und wächst 10–20 Meter hoch, die Krone ist dicht und misst bis zu 10 Meter im Durchmesser. Die Borke ist leicht braun, dick, rau und mit zunehmendem Alter rissig. In der Fruchtreifungsperiode sind die Zweige mit reichlich milchigem Latex gesättigt. Der Lucumo genannte Baum hat eine langsame Entwicklungszeit von bis zu 15 Jahren, deshalb ist eine Vermehrung durch Pfropfen üblich. Er gedeiht in höheren (bis 3000 Hm.), frostfreien, gemäßigten, trockenen Lagen mit sandigen, sandig-lehmigen und steinigen, gut durchlässigen Böden. Das Holz ist hell, dicht und haltbar mit schöner Maserung.
Die dicken, ganzrandigen, verkehrt-eiförmigen bis -eilanzettlichen, ledrigen, einfachen Laubblätter mit ausgeprägter und gefiederter Nervatur sind wechselständig spiralig angeordnet. Die Spitze ist meist abgerundet bis ausgerandet, rundspitzig oder seltener spitz. Die Blätter sind kurz gestielt, bis 20–25 cm lang und bis 10 cm breit, mit einer dunkelgrünen Oberseite und einer etwas helleren Unterseite, einige mit braunen Härchen an der Unterseite.

### Generative Merkmale
Die schmalen, ca. 1,5 cm breiten, gelblich-grünen, glockenförmigen, fünf- bis siebenlappigen, aromatisch riechenden Blüten sind einzeln, achselständig oder in Gruppen zwischen den Blättern angeordnet. Sie sind gestielt, etwa vier- bis sechszählig und zwittrig, mit kurz und dicht behaarten, rostbraunen, überlappenden Kelchblättern, welche die Blüte zur Hälfte bedecken. Die röhrig verwachsenen Kronblätter sind grün-gelblich mit kurzen, freien Lappen. Es sind Staubblätter und Staminodien vorhanden. Der behaarte Fruchtknoten ist oberständig mit einem konischen Griffel.
Die ledrige, kahle Beere (Panzerbeere) ist rundlich bis eiförmig, bis etwa 10 cm groß und bis zu 1 kg schwer, mit einer dünnen, braun-grünen bis gelben, teils rostbraun überlagerten Schale. Sie enthält bis zu fünf glänzend braune Samen mit einem weißlichen, länglichen Hilum an einer abgeflachten Seite. Die großen, harten Kerne sind bis 2–3 Zentimeter lang und ähneln Kastanien. Oft sind an der Frucht Kelchreste erhalten, die Spitze ist manchmal bräunlich mit Griffelresten.
Die Frucht fällt unreif vom Baum, sie wird dann trocken gelagert, bis sie reif ist. Das Fruchtfleisch ist im unreifen Stadium hart und von Latex durchzogen. Das reife, orange-gelbe Fruchtfleisch ist weich, sehr süß, faserig, prall, trocken und mehlig. Das Fruchtfleisch kann getrocknet und zu Pulver verarbeitet werden. Es werden zwei Varietäten unterschieden: seda (smooth), mit weichem Fruchtfleisch und palo (wood), mit hartem, trockenen Fruchtfleisch, diese wird bevorzugt zu Pulver verarbeitet.

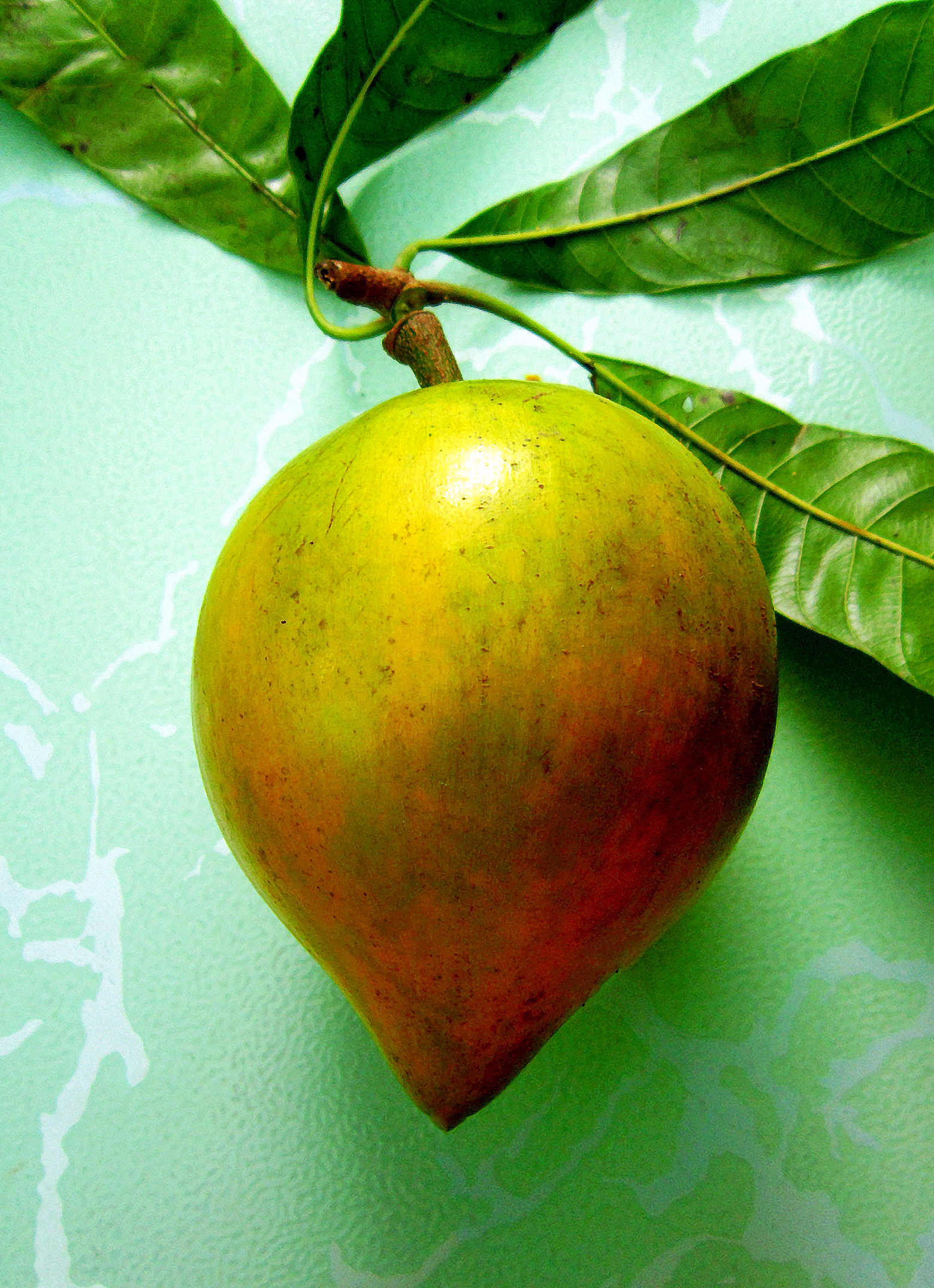
Lucuma-Frucht aus Vietnam

## Vorkommen und Anbau
Pouteria lucuma gedeiht in Höhenlagen von 1000 bis 2400, seltener auch bis 3000 Höhenmetern. Somit wird diese Art als subtropisch klassifiziert, obwohl es eine tropische Region ist. Neben Peru wächst die Frucht auch in begrenztem Maße in Chile, Ecuador, Kolumbien, Bolivien und Costa Rica, Mexiko, in Laos und Vietnam sowie Kalifornien und Hawaii. Peru produziert 88 % und Chile 12 % der Weltproduktion.

## Nutzung
Die Erntezeit ist in Peru von Oktober bis März, in Chile von Juni bis November.
Roh gegessen hat die Frucht eine cremige bis trockene Struktur und einen von manchen Personen als speziell wahrgenommenen Nachgeschmack. In Peru wird sie üblicherweise als Aroma für Saft, Milchshakes und vor allem für Eiscreme verwendet. Ihr einzigartiger Geschmack wird unterschiedlich beschrieben – ähnlich Süßkartoffeln, Ahornsirup oder Karamellbonbons. Der Nachtisch „merengue con salsa de lúcuma“ (Baiser mit Lucumasauce) ist in Chile sehr beliebt. Ebenso populär ist „manjar con lúcuma“ (Dulce de leche mit Lúcumapüree).

## Nährstoffe
Die Lúcuma ist sehr nährstoffreich. Mit einem Energiegehalt von 420 kJ (= 100 kcal) pro 100 g zählt sie zu den energiereichsten Früchten. Darüber hinaus verfügt sie über gut verdauliche Ballaststoffe, wodurch sie die Verdauung positiv beeinflussen kann. Weiterhin sind Lúcumas reich an Eisen, Beta-Carotin und Zink und enthalten B-Vitamine, Magnesium und Calcium.

## Taxonomie
Synonyme für Pouteria lucuma (Ruiz & Pav.) Kuntze sind Lucuma obovata Kunth und Achras lucuma Ruiz & Pav. (Basionym).